# Harry Braverman
Harry Braverman (* 9. Dezember 1920 in New York; † 2. August 1976 in Honesdale, Pennsylvania) wurde durch seine marxistische Untersuchung der Entwertung der Arbeit im Taylorismus Die Arbeit im modernen Produktionsprozeß bekannt. Braverman war lange Jahre Facharbeiter und als Harry Frankel führender trotzkistischer Betriebsaktivist und Publizist. Zuletzt arbeitete der lebenslange Kommunist im Monthly Review Verlag, der 1974 sein Buch veröffentlichte. Er starb mit 56 Jahren an Krebs.

## Leben
Braverman wurde als Sohn von Morris Braverman und Sarah Wolf Braverman am 9. Dezember 1920 in New York geboren. Er begann ein Studium am Brooklyn College, das er aber aus wirtschaftlichen Gründen abbrechen musste. 1937 begann er eine Lehre als Kupferschmied in der Brooklyn Navy Yard, wo er, nachdem er auch als Installateur tätig wurde, bald ein Team von ca. 20 Arbeitern leitete. 1945 wurde er eingezogen und nach Cheyenne, Wyoming versetzt, wo er an Lokomotiven arbeitete. 1947 zog er mit seiner Frau Miriam nach Youngstown, Ohio, wo er in einer Stahlfabrik tätig war, bis er auf Veranlassung des FBI gefeuert wurde.
Mit 17 hatte er sich der Young People’ s Socialist Party angeschlossen und trat bald der neu gegründeten trotzkistischen Socialist Workers Party bei, für die er auch unter dem Namen „Harry Frankel“ verschiedene Texte veröffentlichte.
In den 1950er Jahren wurde Harry Braverman einer der Anführer der Cochranite Tendency, einer Strömung innerhalb der SWP, die von Bert Cochran angeführt wurde. Unter dem doppelten Druck der relativen Prosperität der Nachkriegszeit und der antikommunistischen Hetzjagd der McCarthy-Ära lehnten es die Cochranites ab, auf eine Revolution zu hoffen. Sie argumentierten, die damalige Phase der kapitalistischen Expansion werde längere Zeit anhalten. Schließlich wurden die Cochranites (Braverman eingeschlossen) aus der SWP ausgeschlossen. Sie gründeten die American Socialist Union, für deren Zeitschrift Braverman regelmäßig schrieb.
In den frühen 1960er Jahren arbeitete Braverman bei Grove Press, wo er Malcolm X’ Autobiographie lektorierte. Er verließ Grove aus politischen Gründen und ging zu Monthly Review, wo auch sein großes Werk über das Schicksal der Arbeit im Taylorismus erschien: Labor and Monopoly Capital: The Degradation of Work in the Twentieth Century, (1974), dt. Die Arbeit im modernen Produktionsprozeß (1977). Das Buch hat die amerikanische sozialistische Diskussion stark beeinflusst und wurde zu einem Bestseller für den angesehenen marxistischen Verlag. Harry Braverman starb am 2. August 1976 an Krebs durch Asbestverseuchung, verursacht durch die Werftarbeit.
Charakteristisch für Die Arbeit im modernen Produktionsprozeß ist „die Verbindung von praktischer Erfahrung mit theoretischem Scharfblick“ (Paul Sweezy). Tatsächlich brachte Braverman für seine Untersuchung ungewöhnlich vielfältige Arbeitserfahrungen mit. Er hatte auf der Brooklyner Marinewerft Kupferschmied gelernt und in diesem Beruf und in verwandten Tätigkeiten lange Jahre gearbeitet. Durch seine Parteiarbeit kam er zum  sozialistischen Journalismus und dann zur Arbeit im Verlagswesen. Braverman war Lektor bei Grove und Geschäftsführer von Monthly Review, kannte also auch die Büroarbeit und die damals neue Computerisierung aus eigener Erfahrung.
Theoretisch orientierte sich Braverman an Marx, da die späteren Marxisten seiner Ansicht nach kaum etwas zur Analyse des Produktionsprozesses beigetragen hatten. In Marx’ Kapital dagegen hatte dieser breiten Raum eingenommen. Dem  beklagten Niedergang der qualifizierten Facharbeit stellen andere Kritiker neue Arten qualifizierter Arbeit entgegen. Bravermans Buch bleibt eine Ausnahme: eine breit diskutierte lebendig geschriebene marxistische Studie über die konkrete Arbeitswelt.

## Arbeitsprozesstheorie
Harry Braverman gilt als Begründer der Arbeitsprozesstheorie (englisch labor process theory), in der er 1974 in der Tradition des Marxismus davon ausging, dass Managementstrategien insbesondere der Kontrolle des Personals und der Sicherung der Herrschaft dienen würden. Für ihn führe die zunehmende Trennung von körperlicher und geistiger Arbeit zur Degradierung menschlicher Arbeit und sei verantwortlich für die Dequalifizierung der Arbeiter. Er lässt dabei jedoch nicht nur die Marktentwicklung und die Marktregulierung außer Acht, sondern auch die Tatsache, dass der Arbeitgeber auf Verhandlungen mit den Arbeitnehmern und auf Kompromisse angewiesen ist.